# Blue Velvet/Solitaire
Blue Velvet/Solitaire è un singolo a 78 giri di Tony Bennett, pubblicato dall'etichetta discografica Columbia nel 1951.

## Descrizione
Blue Velvet è una delle canzoni più note di Tony Bennett, reinterpretata da vari artisti, tra cui Bobby Vinton e Lana Del Rey.
Solitaire venne reincisa da Nina Simone.

## Tracce
LATO A
1. Blue Velvet (testo: Lee Morris – musica: Bernie Wayne)

LATO B
1. Solitaire (testo: Renée Borek e Carl Nutter – musica: King Guion; edizioni musicali Broadcast Music Incorporated)